# Eochaid Mugmedon
Eochaid Mugmedon (pronunciado /ˈɛxəð ˈmʊɣvʲəðən/) fue un rey irlandés.

## Biografía
Según una leyenda medieval irlandesa y la tradición histórica, Eochaid fue un rey de Irlanda, conocido sobre todo por ser el padre de Niall de los nueve rehenes y antepasado de las dinastías Uí Néill y Connachta. No se le menciona en la lista de reyes supremos de la Colina de Tara en el Baile Chuind, pero sí se le menciona en las listas de los reyes supremos en el Lebor Gabála Érenn, los anales irlandeses, la historia de Geoffrey Keating y los Sincronismos de laúd.
Según el Lebor Gabála Érenn y sus obras derivadas, Eochaid fue el hijo del anterior rey Muiredach Tírech, un descendiente de Conn Cétchathach. Muiredach fue destronado y asesinado por Cáelbad hijo de Cronn Bradruí, un rey del Ulster, pero Cálbad sólo reinó un año, hasta que Eochaid lo mató y accedió al trono. El Lebor Gabála dice que recaudó el bórama o tributo de las vacas de Leinster sin librar una sola batalla. Sin embargo, Keating afirma que fue derrotado en la Batalla de Cruachan Claonta por el rey de Leinster Énnae Cennsalach.
Según la saga Las aventuras de los hijos de Eochaid Mugmedon, tuvo dos esposas: Mongfind, hija de Fidach, que le dio cuatro hijos, Brion, Ailill, Fiachrae y Fergus; y Cairenn Chasdub, hija de Sachell Balb, rey de los sajones, que le dio su hijo más famoso, Niall. Se dice que Mongfind odiaba a Cairenn, y que la obligó a exponer a su hijo, pero el hijo fue rescatado y criado por un poeta llamado Torna Éices. Cuando Niall creció volvió a Tara y rescató a su madre de la servidumbre a que la había sometido Mongfind. Aunque probablemente es anacrónico que Eochaid tuviera una esposa sajona, T. F. O'Rahilly sostiene que el nombre Cairenn deriva del nombre latino Carina, y que es posible que se tratara de una romano-bretona. Además, Keating la describe no como una sajona, sino como la "hija del rey de Bretaña".
Tras reinar siete o ocho años, Eochaid murió de una enfermedad en Tara, y le sucedió un hermano de Mongfind, Crimthann mac Fidaig, rey de Munster. Keating data su reinado en los años 344-351, en tanto que los Anales de los cuatro maestros en 357-365. Daniel P. McCarthy, basándose en los anales irlandeses, data su muerte en el 362.

## Los Connachta
```
                
Conn Cétchathach

                       |
                       |
                 
Art mac Cuinn

                       |
                       |
                
Cormac mac Airt

                       |
                       |
               
Cairbre Lifechair

                       |
                       |
               
Fiachu Sraibtine

                       |
                       |
               
Muiredach Tirech

                       |
                       |
               Eochaid Mugmedon
          + 
Mongfind
        + 
Cairenn

             |                  |
    _________|_________         |
    |        |        |         |
    |        |        |         |
  
Brion
  
Fiachrae
  
Ailill
     
Niall

      (Los 
Connachta
)           |
      __________________________|_______________________________________________________
     |          |       |      .      |           |        |             |             |
     |          |       |      .      |           |        |             |             |

Conall Gulban
  Endae   
Eógan
    .   
Coirpre
    
Lóegaire
  
Maine
  
Conall Cremthainne
  Fiachu
                         |      .      |           |              ________|________
                         |      .      |           |              |               |
                    Muirdeach   . Cormac Caech  
Lughaid
     Fergus Cerrbel      Ardgal
                         |      .      |        (d. 507)           |
                         |      .      |                          |
                  Muirchertach  .   Tuathal                   
Diarmait mac Cerbaill

                    mac Ercae   .   Maelgarb               
                     (d. 536)   .   (d. 544)                   (d. 565)
                                .
      (
Uí Néill
 del norte)      .                 (
Uí Néill
 del sur)
```